# آيت داود (دير القصيبة)
آيت داود هي إحدى مشيخات المملكة المغربية، تتبع جغرافيا لإقليم بني ملال وإداريًا لدير القصيبة. يقدر عدد سكانها بـ 1650 نسمة حسب الإحصاء الرسمي للسكان والسكنى لسنة 2004.